# NGC 2617
NGC 2617 è una galassia a spirale vista quasi di faccia e situata nella costellazione dell'Idra, a una distanza di circa 219 milioni di anni luce dalla nostra Via Lattea.
NGC 2617 viene talvolta erroneamente confusa con PGC 24136 che nelle immagini appare a poca distanza. Dato che la velocità radiale di PGC 24136 è di 4405 km/s, valore comparabile con i 4260 km/s di NGC 2617, questo significa che le due galassie si trovano a una distanza simile dalla nostra Via Lattea e quindi potrebbero formare una coppia di galassie in interazione gravitazionale tra loro.

## Scoperta
La galassia è stata scoperta il 12 febbraio 1885 dall'astronomo francese Édouard Stephan.

## Descrizione
NGC 2617 presenta una larga riga a 21 cm dell'idrogeno neutro.

## Galassia di Seyfert
Nel 1992 si è rilevato che NGC 2617 è una galassia attiva che presenta emissioni nei raggi X, e nel 1996 è stata identificata come galassia di Seyfert del tipo 1.8.
Nell'aprile 2013, nel nucleo di NGC 2617 è stata rilevata una notevole esplosione che ha fatto cambiare il tipo spettrale in Seyfert 1. In concomitanza si è notato anche un aumento delle emissioni nei raggi X, nell'ultravioletto e nella luminosità nell'infrarosso. L'evento sembra essere correlato al riscaldamento provocato dai raggi X sul disco di accrezione che orbita attorno al buco nero supermassiccio posto al centro della galassia. L'aumento di luminosità registrato tra il 2010 e il 2012 può essere collegato all'eliminazione di parte della polvere che avvolgeva il disco interno.
Tra il 2016 e il 2018 sono state osservate ulteriori esplosioni.